# Dos Aguas
Dos Aguas, en castillan et officiellement (Dosaigües en valencien), est une commune d'Espagne de la province de Valence dans la Communauté valencienne. Elle est située dans la comarque de la Hoya de Buñol et dans la zone à prédominance linguistique castillane.

## Géographie

Localisation de Dos Aguas
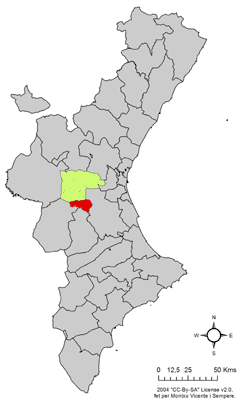
dans la Communauté valencienne.
dans la comarque de la Hoya de Buñol.

### Localités limitrophes
Le territoire communal de Dos Aguas est voisin de celui des communes suivantes :
Alborache, Catadau, Cortes de Pallás, Llombay, Macastre, Millares, Montroi, Real, Tous, Turís et Yátova, toutes situées dans la province de Valence.

## Démographie
| 1990 | 1992 | 1994 | 1996 | 1998 | 2000 | 2002 | 2004 | 2005 |
| ---- | ---- | ---- | ---- | ---- | ---- | ---- | ---- | ---- |
| 460  | 406  | 375  | 367  | 389  | 406  | 415  | 441  | 406  |

## Patrimoine
- Cueva de la Cocina

### Sources
- (es) Cet article est partiellement ou en totalité issu de l’article de Wikipédia en espagnol intitulé « Dos Aguas » (voir la liste des auteurs).